# Rtyně v Podkrkonoší
Rtyně v Podkrkonoší [ˈrtɪɲɛ fˈpɔtkr̩kɔnɔʃiː] (deutsch Hertin) ist eine Stadt in Tschechien. Sie liegt elf Kilometer nordwestlich von Náchod und gehört zum Okres Trutnov.

## Geographie

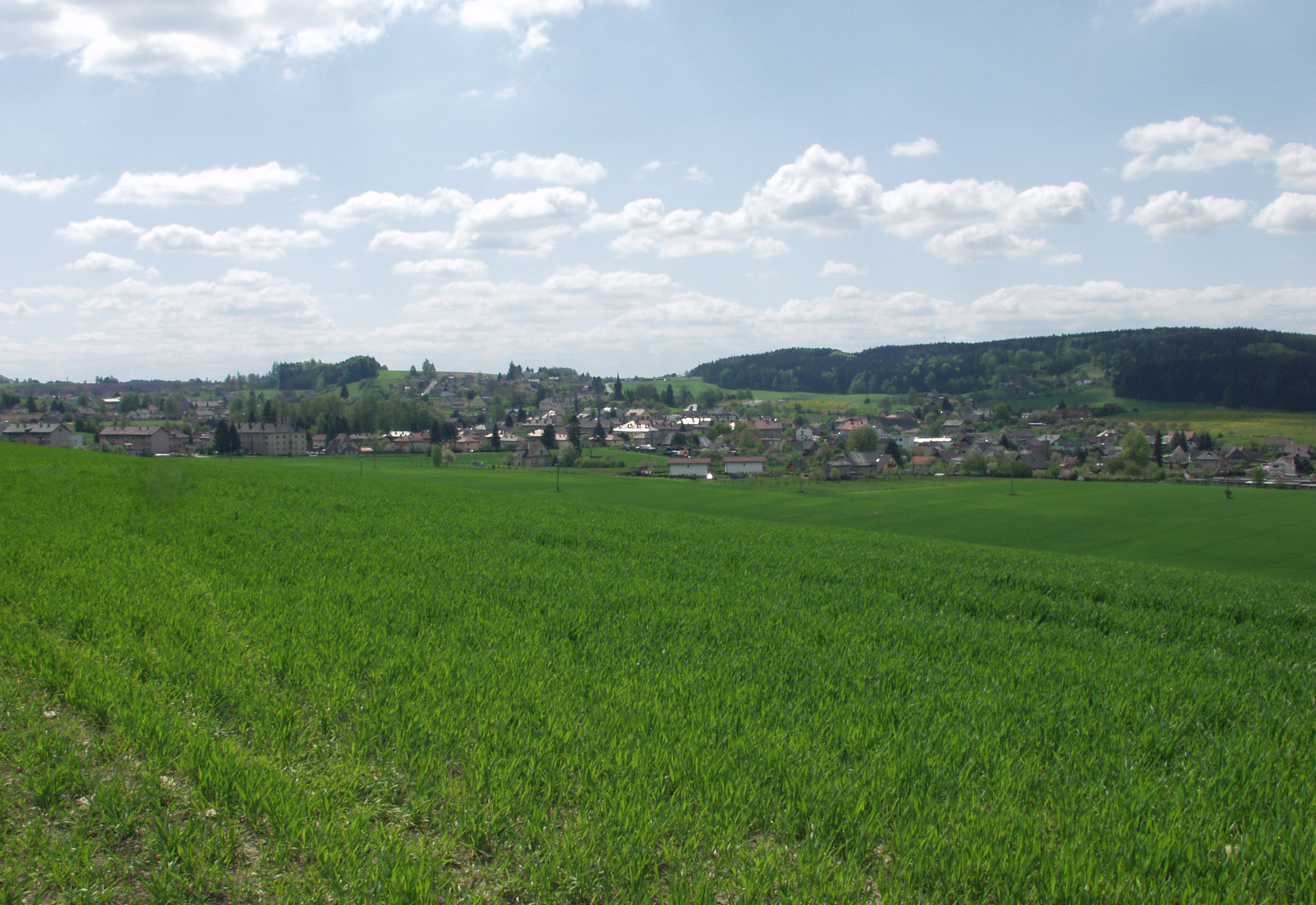
Rtyně

Die Stadt am Flüsschen Rtynka befindet sich in der Hertiner Furche (Rtyňská brázda) im Riesengebirgsvorland. Durch Rtyně führt die Staatsstraße 14 zwischen Trutnov und Náchod, von der im Ort die Staatsstraße 567 nach Hronov abzweigt. Auf dem Höhenzug nordöstlich der Stadt verläuft die Befestigungskette des Tschechoslowakischen Walls.
Nachbarorte sind Malé Svatoňovice im Norden, Bohdašín nad Olešnicí im Osten, Lhota za Červeným Kostelcem und Červený Kostelec im Südosten, Havlovice im Südwesten, Úpice im Westen sowie Batňovice im Nordwesten.

## Geschichte
Die erste urkundliche Überlieferung von Hirtina stammt aus dem Jahre 1367.
Nach der Ablösung der Patrimonialherrschaften gehörte der Ort seit der Mitte des 19. Jahrhunderts zum Gerichtsbezirk Eipel. Sitz des politischen Bezirks war Náchod. Seit 1931 trägt der Ort den offiziellen Namen Rtyně v Podkrkonoší. 1978 wurde Rtyně zur Stadt erhoben und führt seit 1996 ein Wappen.

## Städtepartnerschaften
- Elstra, Deutschland
- Jelcz-Laskowice, Polen

## Sehenswürdigkeiten

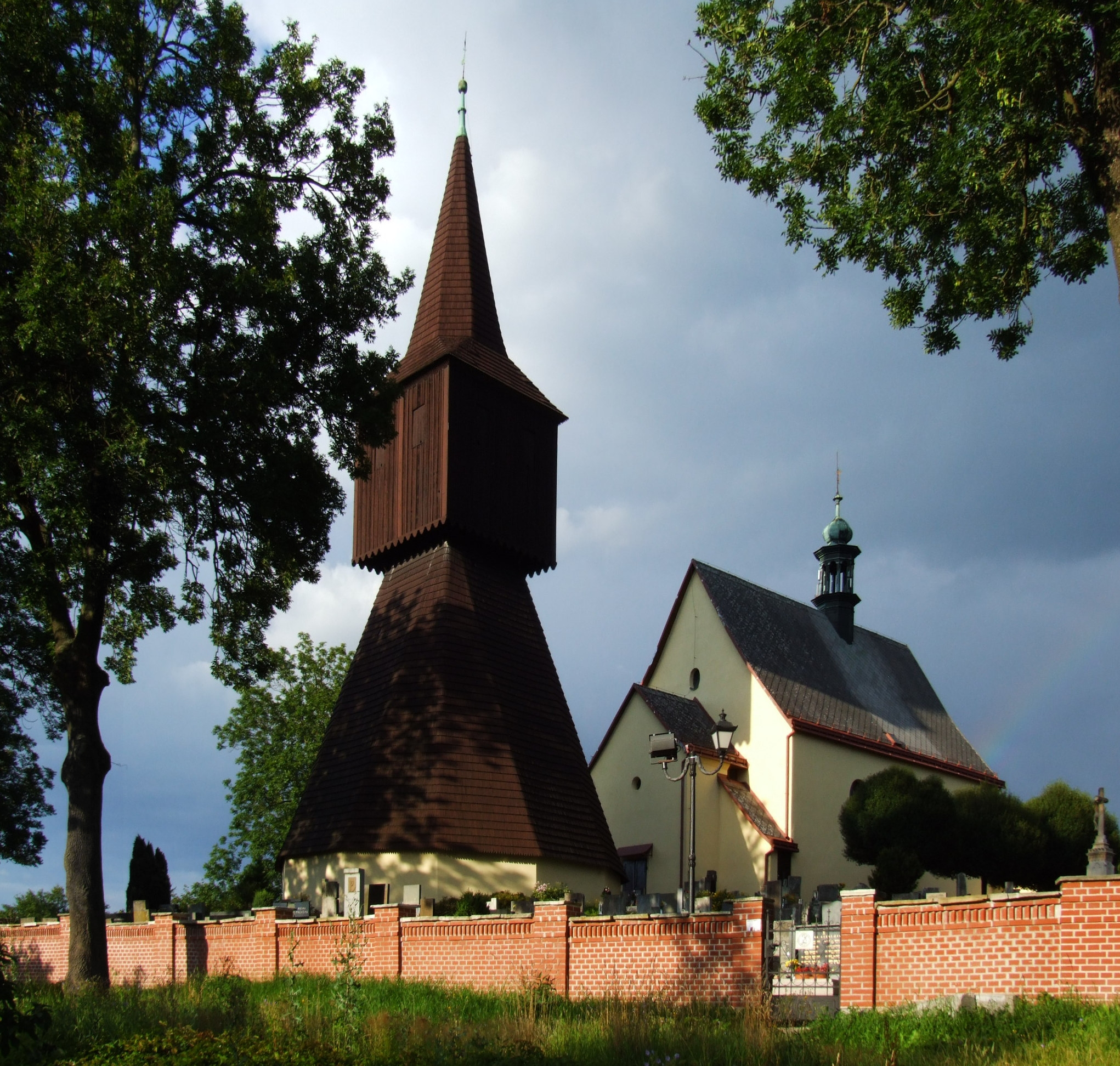
Glockenturm und Kirche

- Wahrzeichen der Stadt sind der 1544 errichtete hölzerne Glockenturm und die daneben befindliche Kirche Johannes des Täufers. Sie wurde als hölzerner Bau Anfang des 14. Jahrhunderts errichtet und erhielt 1679 ihre heutige Gestalt.
- Statue König Davids, geschaffen von Matthias Bernhard Braun.
- Stadtmuseum mit Dauerausstellung über den Bauernaufstand von 1775 und Antonín Nývlt Rychetský.

## Persönlichkeiten
- David Antonín Nývlt (1696–1772), oberster Verwalter (ředitel panství) der Herrschaft Nachod, Chronist und Heimatschriftsteller
- Antonín Freiherr Nývlt Rychetský (1721–1782), Führer des Bauernaufstandes von 1775, Neffe von David Antonín Nývlt
- Sigismund Ludvík Bouška (1867–1942), der Priester wirkte als Schriftsteller, Maler und Grafiker